# Esternberg
Esternberg è un comune austriaco di 2 857 abitanti nel distretto di Schärding, in Alta Austria.